# Wydział Prowiantowy
Wydział Prowiantowy – urząd rosyjskiej administracji wojskowej powołany pod koniec XVII wieku (w czasie panowania Piotra Wielkiego) w celu koordynacji zaopatrzenia dla wojska.
Na jego czele stał urzędnik zwany generał-prowiantem.